# Замок Гіллсборо

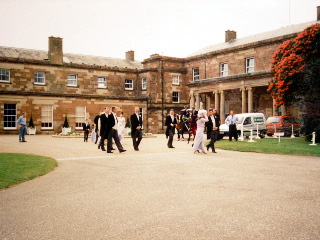
Замок Гіллсборо відвідує публіка.

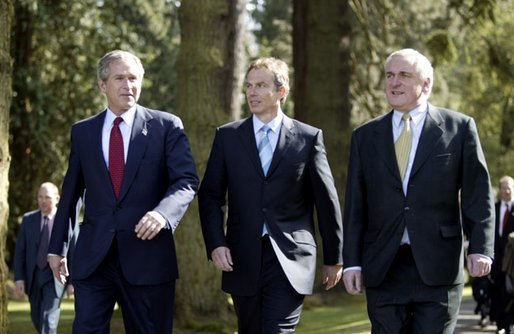
Високі гості в замку Гіллсборо.

Замок Гіллсборо (англ. Hillsborough Castle) — один із замків Ірландії, розташований у графстві Даун, Північна Ірландія. Замок Гіллсборо є офіційною резиденцією уряду в Північній Ірландії. Це резиденція державного секретаря у справах Північної Ірландії і офіційна резиденція в Північній Ірландії Її Величності Королеви Єлизавети II та інших членів британської королівської сім'ї, коли вони відвідують цей регіон, а також гостьовий будинок для видних іноземних гостей.
З 1924 року до відміни цієї посади в 1973 році замок Гіллсборо був офіційною резиденцією губернатора Північної Ірландії. З квітня 2014 року замок Гіллсборо є пам'ятником історії та архітектури, знаходиться під управлінням товариства «Історичні королівські палаци». Замок відкритий для публіки в певні періоди часу.

## Історія замку Гілсборо

### Будівництво
Замок Гіллсборо розташований у селищі Гіллсборо на північному заході графства Даун. Цей замок не є справжнім замком. Це особняк побудований у георгієвському стилі в XVIII столітті для родини Хілл — маркізів Дауншир, що володіли цим замком до 1922 року, коли VI маркіз Дауншир продав особняк британському уряду.

### Урядова резиденція
При покупці цього замку уряд Великої Британії вирішив конкретну проблему. Згідно закону про Ірландію 1920 року у Великій Британії виник новий окремий регіон — Північна Ірландія, що була створена в рамках традиційної провінції Ольстер. Виконавча влада Північної Ірландії була представлена лордом-намісником Ірландії. Проте, ця посада була скасована згідно англо-ірландського договору 1921 року, фактично скасована посада лорд-намісника Південної Ірландії (який насправді існував в основному на папері).
Новий офіс для лорд-намісника Північній Ірландії був створений, щоб заповнити порожнечу, для губернатора Північної Ірландії. Замок Гіллсборо стоїть за межами найбільшого міста Північної Ірландії — Белфаста, був визнаний підходящим місцем для резиденції губернатора. Після деяких ремонтних робіт перший губернатор Північної Ірландії — ІІІ герцог Аберкорн переїхав у 1925 році в замок Гіллсборо. Ставши офіційною резиденцією губернатора, замок Гіллсборо був офіційно перейменований у Будинок уряду.
Після прийняття рішення про скасування делегованої системи державного управління Північної Ірландії та створення інституту прямого правління з Лондона, всі урядові посади Північної Ірландії, у тому числі посади губернатора і прем'єр-міністра Північної Ірландії були скасовані. Ці дві посади були фактично об'єднані, щоб створити посаду державного секретаря у справах Північної Ірландії. Як представник королеви, держсекретар знаходиться в замку Гіллсборо — як і молодші міністри, хоча члени королівської сім'ї, при відвідуванні Північної Ірландії зупиняються саме в цьому замку.
Королева Великої Британії Єлизавета ІІ і Його Королівська Високість Герцог Единбурзький зупинялись у замку Гіллсборо під час свого візиту в Північну Ірландію в рамках турне Золотого Ювілею по Великій Британії у 2002 році. У 2014 році принц Уельський провів інвеституру в замку Гіллсборо, чим підтвердив, що замок Гіллсборо є королівським палацом у Північній Ірландії.

### Місце політичних угод і переговорів
Замок Гіллсборо був місцем укладення багатьох політичних угод. Зокрема тут було укладено суперечливу англо-ірландську угоду 15 листопада 1985 року. Ірландський Таошех (Taoiseach) — парламент в особі прем'єр-міністра Гаррета Фітцджеральда вважав, що підписання Угоди в замку Гіллсборо дозволить піти на компроміс з уніоністами Ольстера. Проте як з ірландського боку так і з бору уніоністів були чисельні протести проти цієї угоди і згодом угода нічого не досягла.
У замку Гіллсборо було проведено багато вирішальних переговорів, що призвели до підписання Угоди в Белфасті. Лідери багатьох політичних сил: Джеррі Адамс (Шинн Фейн), Джон Х'юм (Соціал-демократична і лейбористська партії), Девід Трімбл (Ольстерська юніоністська партія), Преподобний Ян Пейслі (Демократична партія юніоністів) зустрічалися тут для обговорення болючих політичних і конституційних питань Ольстера. Замок Гіллсборо також був використаний у січні 2010 року для проведення переговорів між прем'єр-міністр Великої Британії Гордоном Брауном та прем'єр-міністром Ірландії Брайаном Коуеном, представників Демократичної юніоністської партії та Шинн Фейн щодо кризи в північно-ірландській поліції, яка погрожувала підірвати уряд Північної Ірландії.
Мо Мовлан відкрила великі території замку для публіки. Попередні державні секретарі не зробили цього через страх перед атаками ІРА. Але у замку є засоби захисту: куленепробивне скло, спеціальні рами у вікнах та ін.
Крім членів британської королівської сім'ї й політиків із Північної Ірландії, політиків з Об'єднаного Королівства та Республіки Ірландії, деякі міжнародні діячі відвідували замок Гіллсборо і зупинялися в ньому. Тодішній президент США Джордж Буш відвідав замок у 2003 році.